# Gazeta Bucovinei
Gazeta Bucovinei a fost o publicație literară bisăptămânală care a apărut la Cernăuți între anii 1891 și 1897. În decursul anilor de apariție gazeta s-a preocupat de probleme legate de naționalitate, școală, biserică, limbă, economie, unitatea  politică a poporului român din Bucovina etc. Ziarul apăra poziția românilor în viața publică din Bucovina. 

## Redactorii și publiciștii ziarului
Gazeta Bucovinei a apărut la Cernăuți în perioada 2/14 mai 1891 - 6/18 aprilie 1897, sub direcția ardeleanului Pompiliu Pipoșiu (până la 24 ianuarie/5 februarie 1893), urmat de Gheorghe Bogdan-Duică (mai 1893 - iulie 1894). Redactor responsabil a fost la început Vasilie Marco (până în 1895), editor fiind Modest cav. de Grigorcea, om politic, lider al Partidului Național Român din Bucovina. La Foița „Gazetei Bucovinei” se scria despre  George Enescu („Un copil artist”), se reproducea „Plugul blăstămat” al lui Vasile Alecsandri și „Nou chip de a face curte” al lui Kogălniceanu, apăreau fabule și alte poezii scrise de Vasile Bumbac, Mihai Teliman, folclor din colecțiile Elena Sevastos, Elena Niculiță-Voronca, Simion Florea Marian, Iorgu G. Toma etc. Au publicat articole T.V. Ștefanelli, C.Berariu ș.a. Au fost reproduse opere ale lui Eminescu, George Coșbuc sau Barbu Delavrancea. În mai 1891 ziarul a publicat programul Partidului Național Român din Bucovina.
Gazeta Bucovinei avea în primul an (mai - decembrie 1891) și un supliment pentru țărani, denumit Foaia săteanului. După dispariție, Gazeta Bucovinei a fost urmată de ziarul politic Patria (iulie 1897) pe care îl scoteau Dumitru Bucevschi și Erost Levescu, ajutați de Valeriu Braniște.
În perioada 2/15 aprilie - 1/14 octombrie 1906 a reapărut Gazeta Bucovinei, așa cum se consemnează într-un repertoriu al publicațiilor periodice românești, aflat la Biblioteca Academiei Române.